# Alain Bashung

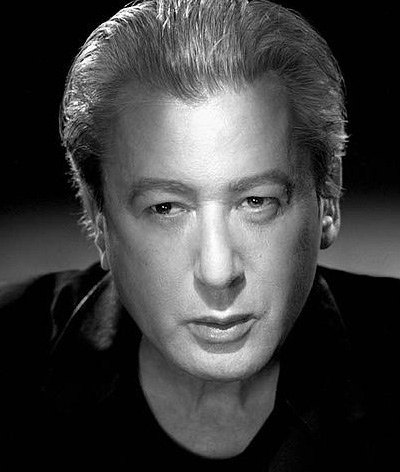
Alain Bashung

Alain Bashung (1 de dezembro de 1947 - 14 de março de 2009) foi um cantor, compositor e ator francês. Seu sucesso comercial iniciou na década de 80, e teve seis álbuns listados pela revista Rolling Stone Francesa entre os 100 melhores da história francesa com Osez Joséphine na 1° colocação e Fantaisie Militaire em 9°.

## História
Depois de Roulette Russe (1979) e Pizza (1981) Bashung preferiu trabalhar num projeto com o cantor francês Serge Gainsbourg que coescreveu todas as canções do álbum. Em 1986 faz sucesso com o álbum ao vivo Live Tour 85 que foi considerado pela Rolling Stone, mesmo sendo um álbum ao vivo de canções já lançadas anteriormente, o 16° melhor álbum francês da história.
Em 1991 já lançou Osez Joséphine, considerado o melhor álbum francês da história pela mesma revista. Em 1994 e 1998 (Chatterton e Fantaisie Militairie respectivamente) lança dois álbuns. Na década de 2000 descobre ter câncer. Em 2002 lança L'Imprudence, considerado por alguns jornalistas como "histórico", "um marco" e "sublime".

### Bleu Pétrole, Victoires de La Musique 2009 e morte
Em 2008 Bashung lança seu último álbum ainda em vida, Bleu Pétrole, pela Barclay Records. O álbum ficou em 1° lugar na França, Bélgica e Suíça.
A premiação Victoires de la Musique que premia os melhores artistas do ano e é apresentada pelo governo francês deu tês prêmios para Bashung: Melhor artista, melhor álbum e melhor turnê pela Bleu Pétrole Tournée. Foi sua última aparição pública e apresentação musical onde cantou ao vivo "Residents de la Republique" mesmo debilitado pelo câncer. Foi muito aplaudido pelo seu esforço de apresentar-se ao vivo mesmo nos últimos momentos de vida pois viria a morrer depois de 16 dias.

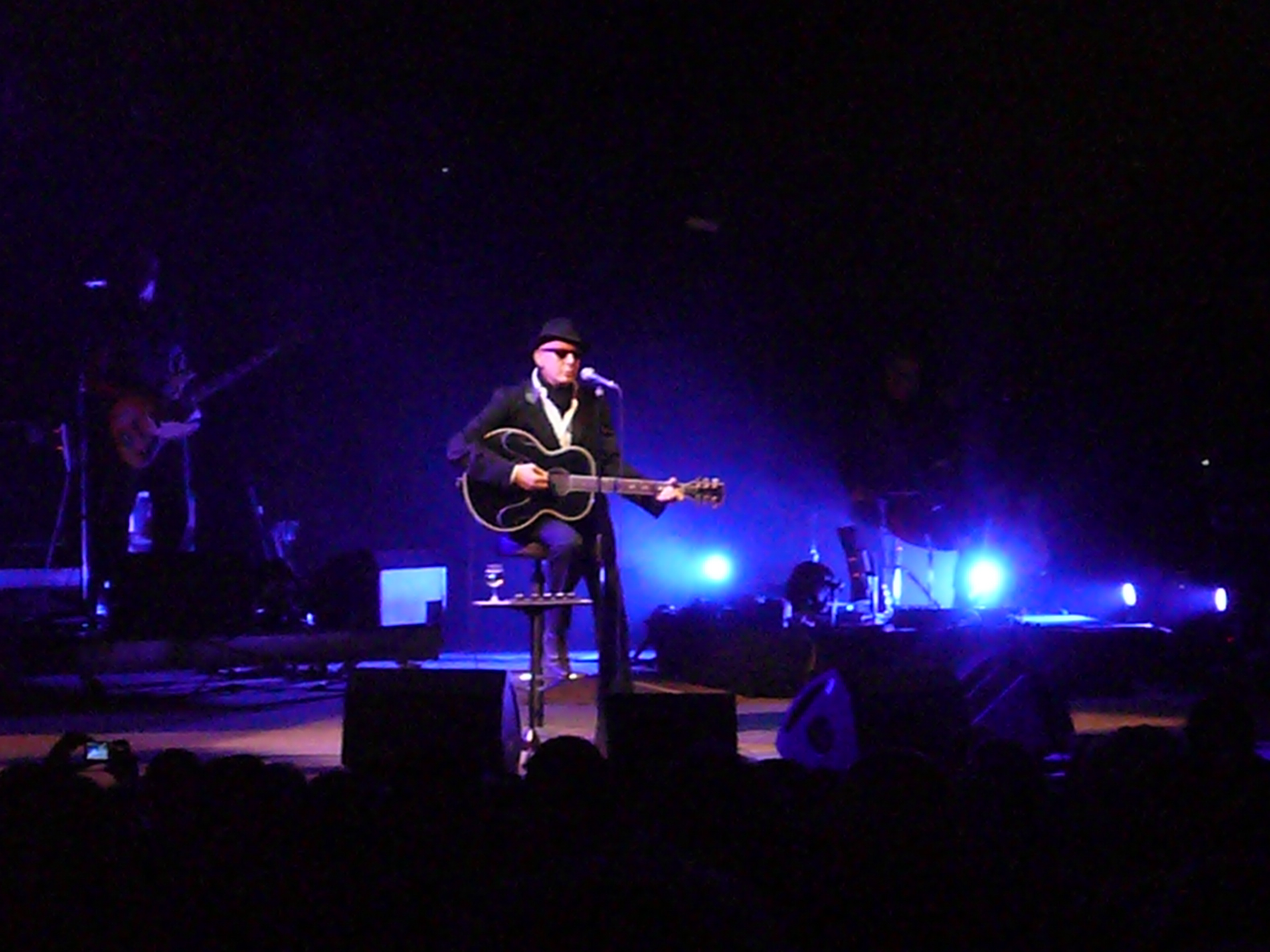

Bashung morreu no dia 14 de março de 2009 em decorrência de um câncer de pulmão aos 61 anos de idade no hospital Saint-Joseph em Paris. Foi enterrado no cemitério Père-Lachaise dia 20 de março de 2009. O então presidente francês Nicolas Sarkozy decreta luto e diz que "a nação perde um príncipe da cultura de nosso pais[...]"
Em 1 de Janeiro de 2009, Bashung foi feito Chevalier (Cavaleiro) da Légion d'honneur, alta honra concedida pelo governo da França.

### Influência e lançamentos póstumos
Bashung já havia trabalhado com Serge Gainsbourg em 1984 quando escreveram juntos o álbum Play Blessures, e em 2008 antes de sua morte gravou o cover do álbum de Serge Gainsbourg de 1976, L'Homme à la tête de chou, porém foi adiado por causa de sua morte, sendo lançado apenas no ano de 2011. A ideia original era reativar o espetáculo teatral dirigido desde a década de 70 por Jean-Claude Gallotta com a trilha regravada de Bashung mas o projeto foi realizado apenas em 2011.

## Discografia

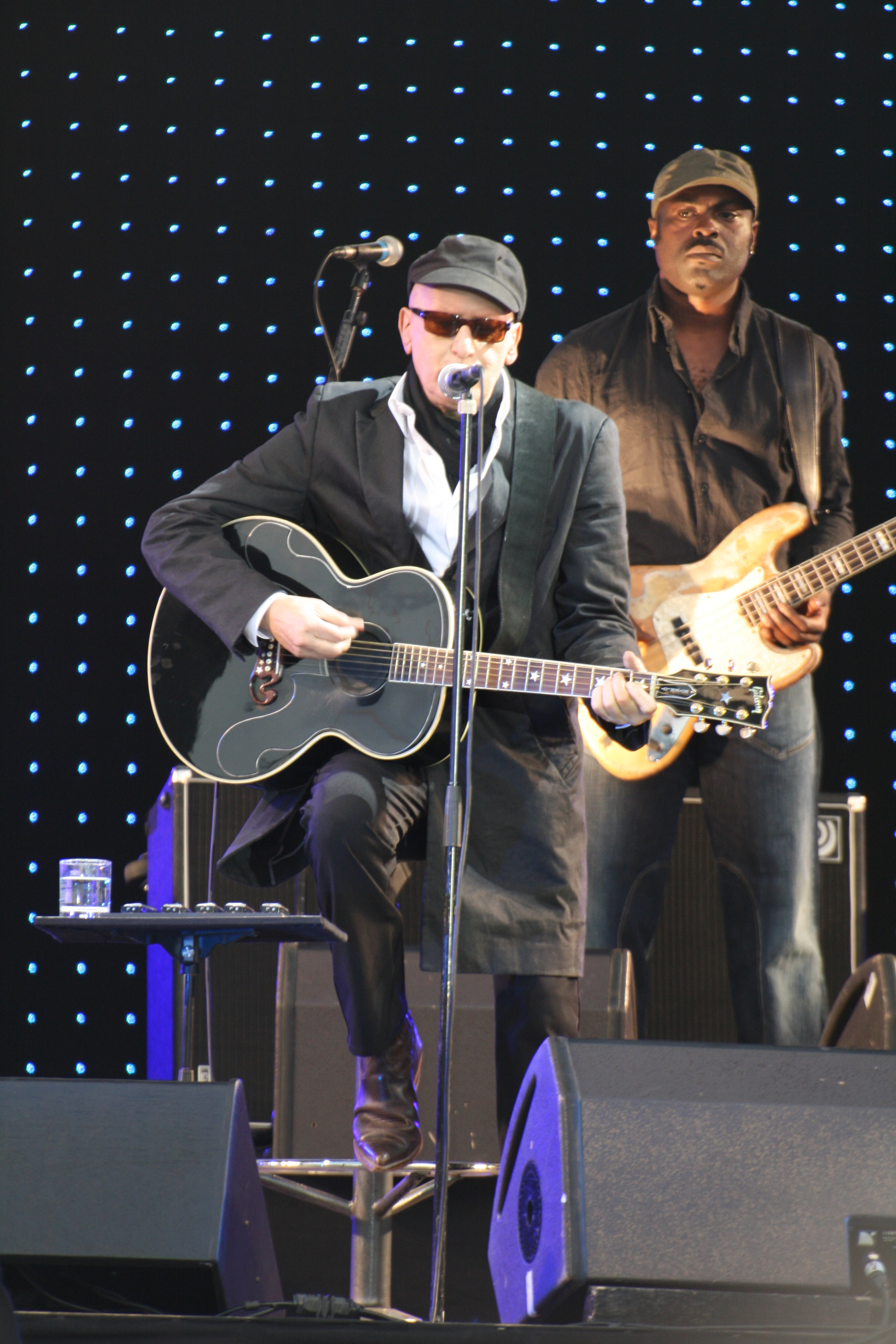

Bashung lançou 13 álbuns de material inédito durante sua carreira. De seus 13 álbuns, seis aparecem na lista da Rolling Stone francesa entre os melhores da história francesa, incluindo a primeira colocação: Osez Joséphine. Apesar disso contando compilações, parcerias, álbuns ao vivo, regravações, produções conjuntas com outros artistas Bashung lançou mais de 25 álbuns.
- 1977 - Roman Photos
- 1979 - Roulette Russe
- 1981 - Pizza
- 1982 - Play Blessures
- 1983 - Figure Imposée
- 1986 - Passé le Rio Grande
- 1989 - Novice
- 1991 - Osez Joséphine
- 1994 - Chatterton
- 1998 - Fantaisie Militaire
- 2002 - L'Imprudence
- 2008 - Bleu Pétrole
- 2011 - L'Homme à tête de chou